# مارتا هوبنر
مارتا هوبنر (بالألمانية: Martha Hübner) (و. 1889 – 1969 م) هي ممثلة، وممثلة أفلام، من ألمانيا، ولدت في بوتسدام، توفيت في برلين، عن عمر يناهز 80 عاماً.

## وصلات خارجية
- مارتا هوبنر على موقع IMDb (الإنجليزية)
- مارتا هوبنر على موقع كينوبويسك (الروسية)